# Südwind-Institut

Logo

Das Südwind-Institut für Ökonomie und Ökumene ist ein wissenschaftliches Institut mit Sitz in Bonn, das handlungsorientierte Recherchen zu weltwirtschaftlichen Themen durchführt. Nach seinem Selbstverständnis arbeitet es dabei auf „wirtschaftliche, soziale und ökologische Gerechtigkeit weltweit“ hin.

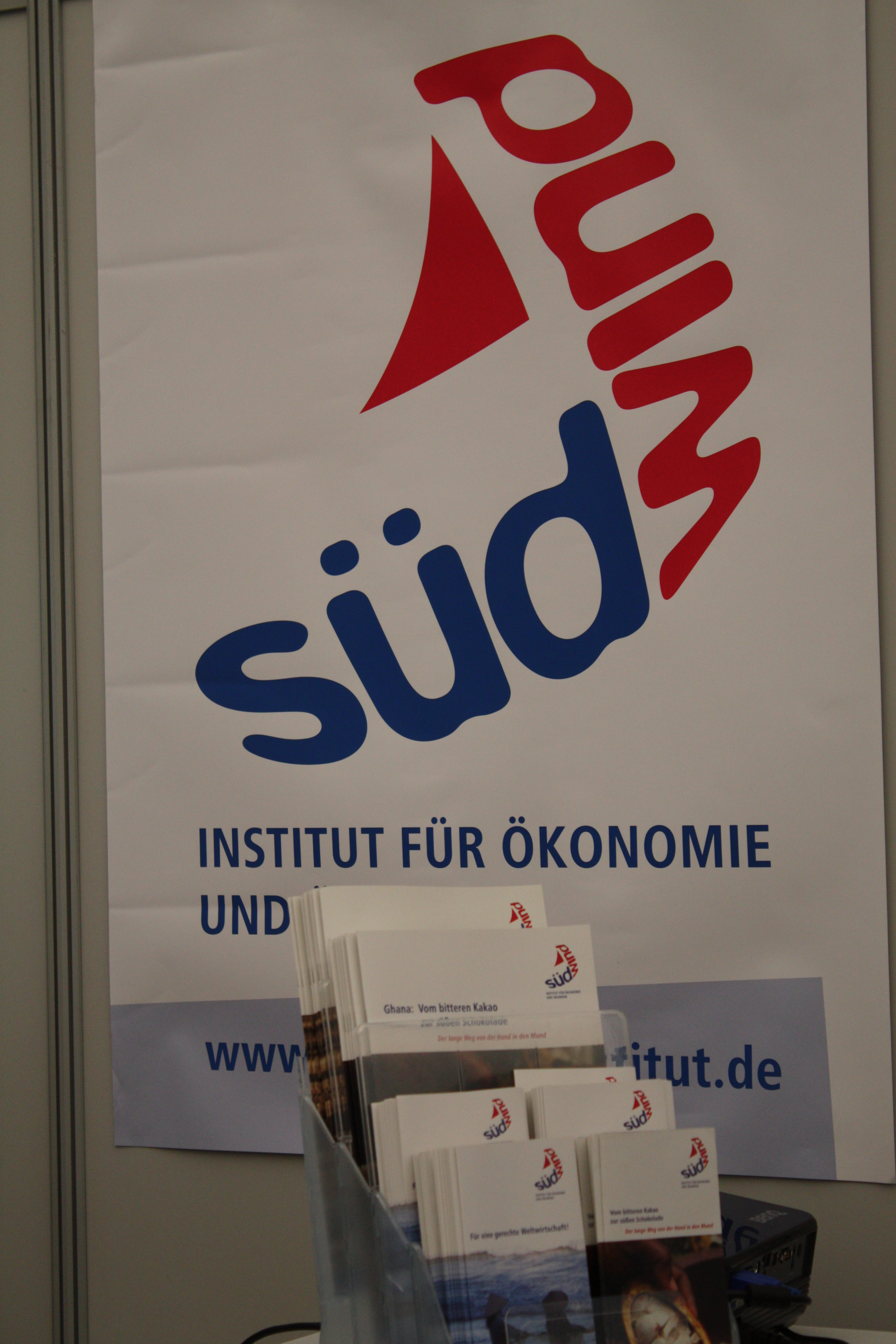
Plakat des Südwind-Institutes

## Geschichte
Südwind wurde 1991 als gemeinnütziger Verein gegründet, um mehr Kompetenz in Fragen der Weltwirtschaft zu erarbeiten und in den Dienst armer und benachteiligter Menschen zu stellen. Namensgebend wurde ein Zitat des US-amerikanischen Theologen Jim Wallis bei der Ökumenischen Weltversammlung in Seoul 1990: „Morgen wird es der Südwind der Gerechtigkeit und der Befreiung sein, der die Unterdrückten aus ihren Ketten löst.“
Im September 2014 zog das Südwind-Institut von Siegburg nach Bonn um.

## Bearbeitete Themen
Südwind hat folgende Themenschwerpunkte:
- Frauen und Weltwirtschaft: Beispielhaft werden die Arbeitsbedingungen von Frauen weltweit untersucht und Lobbyarbeit zur Durchsetzung von Sozialstandards im Welthandelssystem gemacht. Südwind ist Mitträger der Kampagne für Saubere Kleidung.
- Sozialverantwortliche Geldanlagen: Südwind untersucht, was Banken, Versicherungen und Fonds mit dem Geld der Anleger machen und bewertet Firmen nach sozialen und entwicklungspolitischen Kriterien für Ethisch-ökologische Fonds.
- Entwicklungszusammenarbeit: Mit der kritischen Begleitung von Themen wie Entwicklungsfinanzierung und Wirksamkeit der Entwicklungszusammenarbeit wird auf das Ziel einer ökonomisch, sozial und ökologisch nachhaltigen Entwicklung hingearbeitet.
- Sozialstandards im Welthandel: Die Globalisierung hat weltweit den Druck auf die Mehrheit der Beschäftigten verstärkt. Sozial ungeschützte Arbeit ist in Entwicklungsländern ein Massenphänomen, nimmt aber auch in den Industrieländern zu. Südwind fordert die Einhaltung von Sozialstandards in der gesamten Lieferkette. Regierungen müssen den gesetzlichen Rahmen dafür schaffen, dass die Verletzung von Arbeitsrechten durch Unternehmen international strafbar wird.

## Organisation und Arbeitsweise
Südwind besteht aus
- einem eingetragenen Verein (e. V.) als Rechtsträger des Instituts,
- einem Förderkreis zur Unterstützung durch Beiträge und Spenden,
- dem Institut, das 2005 fünf Wissenschaftler und weitere haupt- und ehrenamtliche Mitarbeiter beschäftigte, und
- Arbeitsgruppen aus Mitarbeitern und Vorstand, die zu bestimmten Themen arbeiten.

Südwind finanziert sich durch
- Mitgliedsbeiträge und Spenden,
- Auftragsstudien im Auftrag von Entwicklungsorganisationen,
- den Verkauf von Publikationen und
- Zuwendungen von Kirchen und Stiftungen